# 芭蕉布

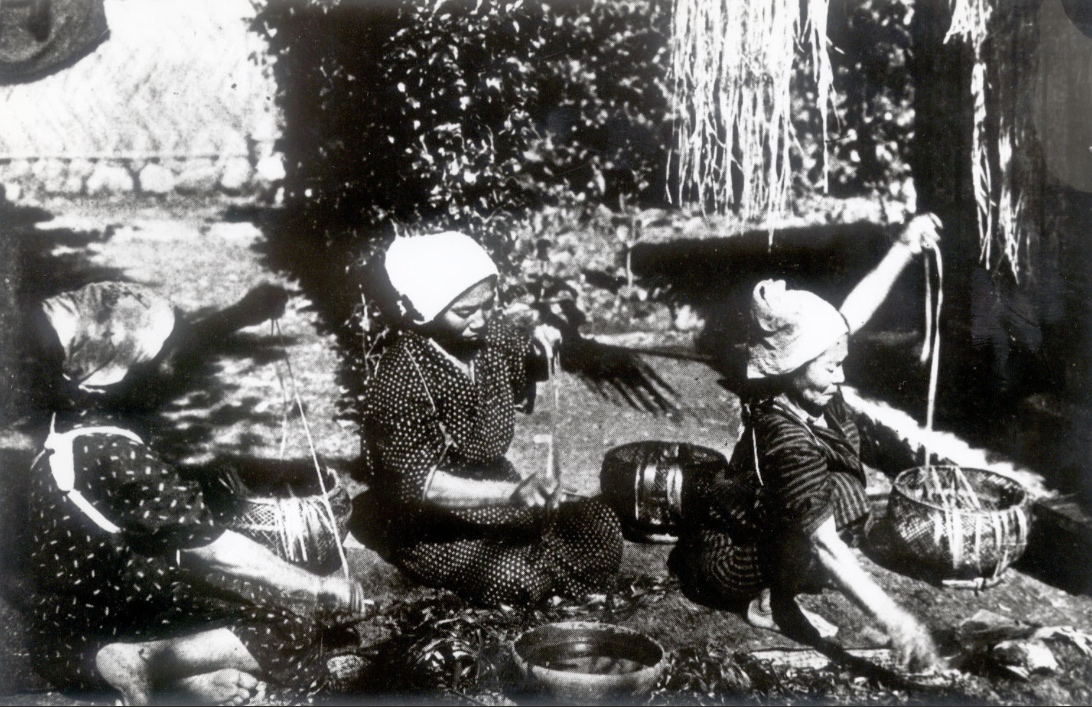
生產芭蕉布的場景

芭蕉布，又名蕉布、蕉紗、蕉葛，是從芭蕉葉中抽取纖維而織出來的布。廣泛產於亞太地區的熱帶和亞熱帶地域。

## 各地情況

### 中國大陸
中國在漢代已有生產芭蕉布，《後漢書·王符傳》提及「葛子升越，筩中女布」，唐代李賢引沈懷遠《南越志》，認為是指三種粗細不同的蕉布。唐代嶺南地區已廣泛生產蕉布，也是當地人常用的衣料。廣東、廣西、福建所產的蕉布在唐宋時為上貢朝廷的貢品。廣東亦生產蕉布

### 臺灣

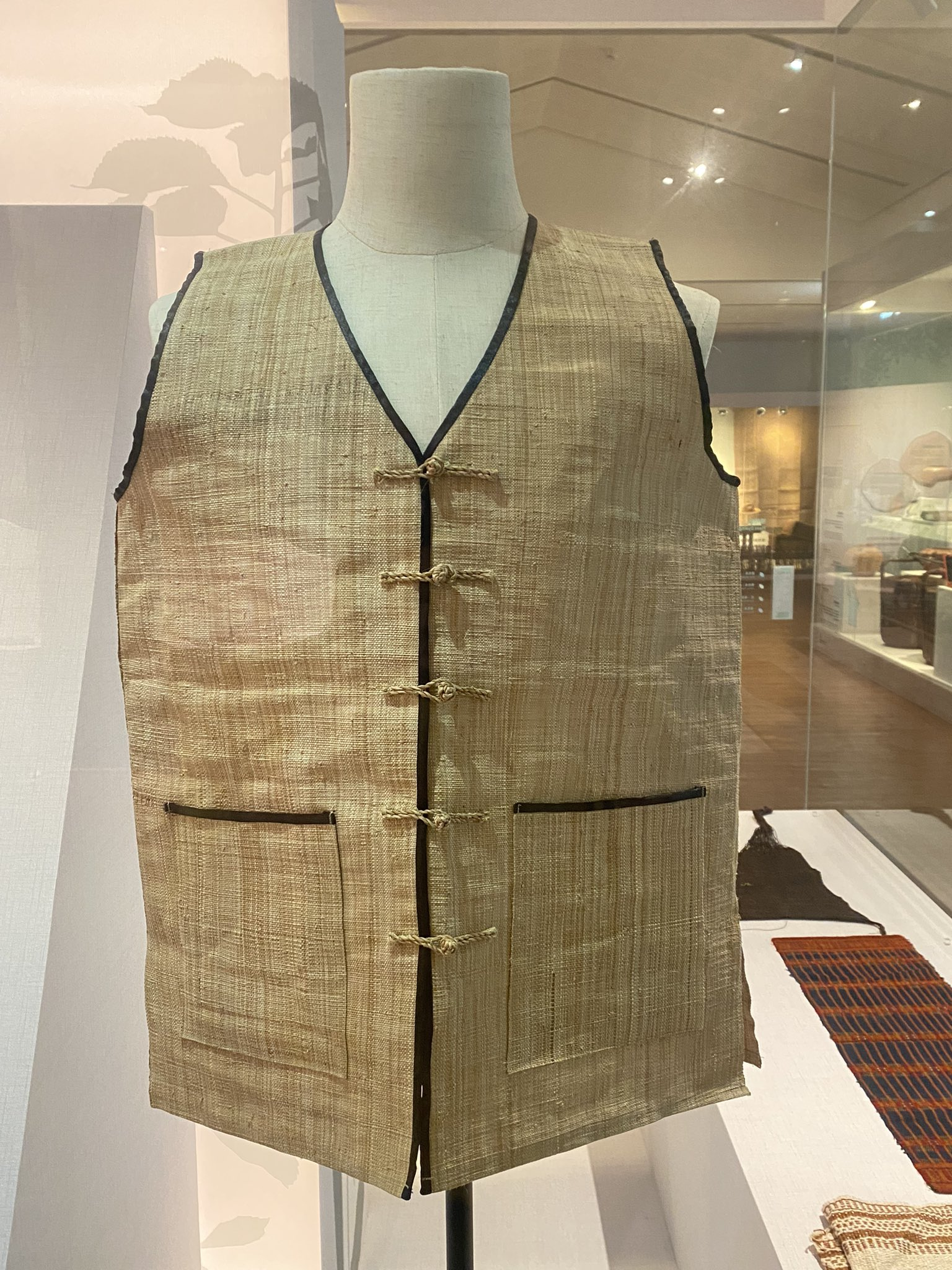
噶瑪蘭族香蕉絲衣

臺灣平埔族原住民由菲律賓傳入織造蕉布的技術，例如噶瑪蘭族人織蕉布用來製作衣服、糧袋、背包等。噶瑪蘭族的蕉布不加染色，保持蕉纖維原色。

### 越南
越南很早已有生產蕉布，中國稱之為交趾葛。

### 琉球

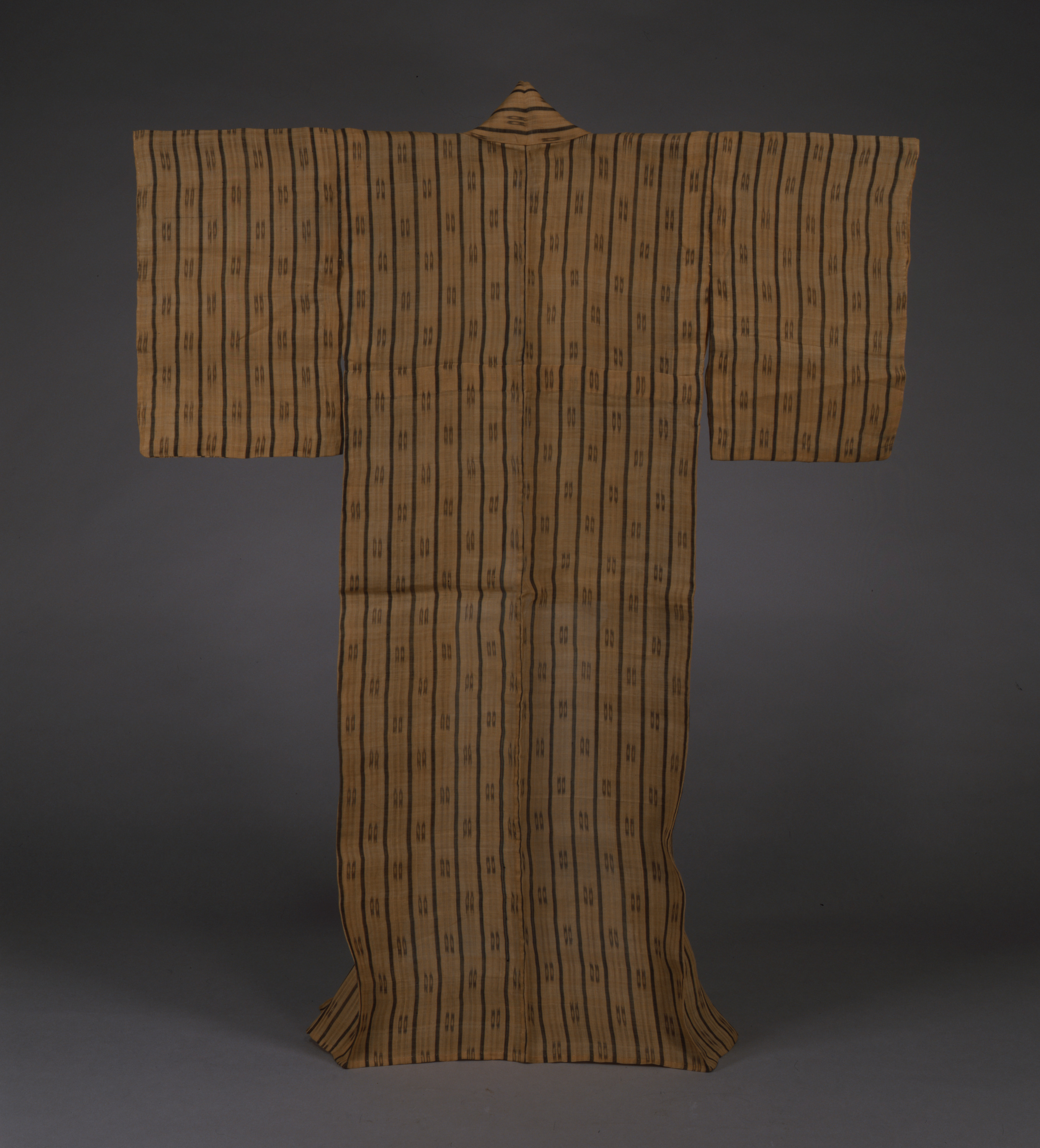
第二尚氏王朝的芭蕉布衣（東京国立博物館藏）

琉球生產芭蕉布有長達五百年的歷史，在琉球國時代，琉球王府管理大規模的芭蕉園，用來生產芭蕉。民間也在自家的菜園裡種植芭蕉，用來生產自家使用的紗線。1974年，喜如嘉芭蕉布被日本確定為重要無形文化財。現代沖繩縣大宜味村的喜如嘉被稱為「芭蕉布之里」。

### 菲律賓
菲律賓的蕉布織造歷史悠久，被稱為「馬尼拉麻」，並傳入台灣平埔族。

### 印度
印度生產蕉布歷史悠久，史詩《羅摩衍那》記載王子羅摩贈送妻子悉多一襲蕉布製成的服裝。

## 特點
芭蕉布薄而有張力，一般用作夏天的衣物、蚊帳、拜壂等許多地方。